# Amsterdamská banka

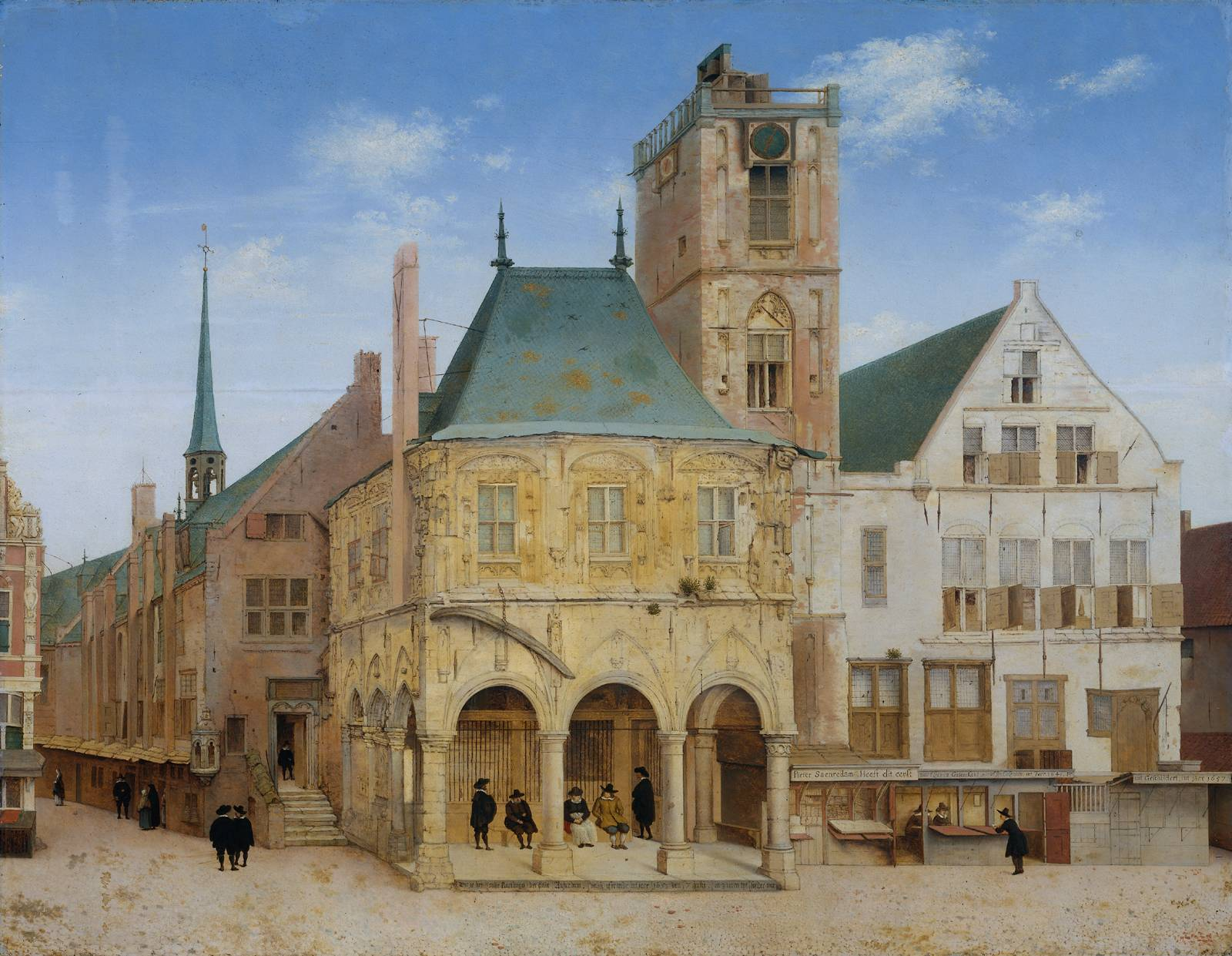
Budova staré radnice v Amsterdamu, kde byla banka roku 1609 založena. Obraz Pietera Saenredama

Amsterdamská banka (nizozemsky: Amsterdamsche Wisselbank) byla založena roku 1609 v Amsterdamu. Jednalo se o první novodobou banku, která poskytovala služby veřejnosti. Do roku 1614 prováděla směnečné transakce a bylo v ní také možné peníze ukládat. Poté začala nabízet i úvěry. Banka měla dobrou pověst a dokázala rychle provádět finanční operace. Napomáhala tak k větší prosperitě nizozemského obchodu. V důsledku toho se počet jejích vkladatelů v průběhu 17. století zčtyřnásobil a množství vkladů se zvedlo patnáctkrát.

## Způsob fungování
Banka z trhu stahovala znehodnocené mince. Ty byly někdy vyraženy menší, než udávala norma nebo byly ošizeny o určité množství cenných kovů. Právě tyto znehodnocené mince bylo možné v bance, společně s vyrovnáním rozdílu v jejich hodnotě, vyměnit. Nekvalitní oběživo se poté roztavilo. Banka tedy fungovala jako dnešní emisní finanční instituce.
Na základě rozhodnutí městské rady v Amsterdamu museli služeb banky využít všichni, kteří potřebovali proplatit směnku v hodnotě sto a více vlámských liber. Tato povinnost byla spojena se zřízením účtu u Amsterdamské banky. Důvěra v tento finanční ústav byla tak veliká, že její klienti používali i bezhotovostní platby a dokonce na ně oproti běžným platbám dostávali slevy. Spolehlivost banky byla známá mezi investory a přispěla k ekonomickému rozvoji Amsterdamu.